# Lucius Sextius Lateranus
Lucius Sextius Lateranus war von 376 bis 367 v. Chr. achtmal römischer Volkstribun. 
Gemeinsam mit Gaius Licinius Stolo beantragte er die Leges Liciniae Sextiae, die den Plebejern den Zugang zum Konsulat ermöglichten. Mit diesem Gesetzesvorschlag wurde auch die Menge an öffentlichem Land (ager publicus) begrenzt, die eine Person innehaben konnte. Lateranus wurde im Jahr 366 v. Chr. erster plebejischer Konsul (mit Lucius Aemilius Mamercinus).
Auf Grund der Ähnlichkeit zu den Ereignissen zur Zeit der Gracchen rund 200 Jahre später ist nicht eindeutig geklärt, ob dieser Teil der Familiengeschichte vom Chronisten Gaius Licinius Macer schlichtweg erfunden wurde.